# Dollern
Pour la commune du Haut-Rhin, voir Dolleren
Dollern est une commune allemande de l'arrondissement de Stade, Land de Basse-Saxe.

## Géographie
Dollern se situe à l'est du geest de l'estuaire de l'Elbe.
| Stade   | Agathenburg |                  |
| Deinste | Dollern     | Guderhandviertel |
|         | Horneburg   |                  |

Dollern se trouve sur la Bundesstraße 73, entre Hambourg et Cuxhaven, qui est parallèle à la Bundesautobahn 26. La ligne de Hambourg à Cuxhaven traverse son territoire. La commune est aussi desservie par la S-Bahn de Hambourg.

## Histoire
Les premières traces de présence humaine datent d'il y a 55 000 ans.
La première mention écrite de Dollern date de 1105 sous le nom de "Dolnere" dans un document retraçant les possessions de l'abbaye de Katlenburg.
Le 8 avril 1793, un incendie détruit le village qui est aussitôt reconstruit.